# 菲爾·福登
菲利普·沃爾特·福登（英語：Philip Walter Foden，2000年5月28日—），是一名英格蘭職業足球運動員，司職前腰與邊鋒，現效力於英超球會曼城和英格蘭足球代表隊。
他在2017年國際足總U-17世界盃中贏得金球獎，並帶領代表隊嬴得冠軍，同年12月首次代表曼城上陣，也因此獲得BBC年度青年體壇風雲人物的提名。此後，福登為曼城出場超過60次，拿下三次英超冠軍、四次英格蘭足球聯賽盃和一次英格蘭社區盾。2019年，他成為俱樂部有史以來在欧洲冠军联赛中進球的最年輕球員，同時也打破英格蘭球員在歐冠淘汰賽正選並得分的最年輕紀錄，並於2020-21賽季獲得PFA年度最佳青年球員、2021-2022 PFA年度最佳青年球員、2023-24 英格蘭FWA足球先生。

## 早年经历
福登在2000年5月28日出生於英格蘭大曼徹斯特斯托克波特，且自小便是曼城的支持者。他在八歲時加入曼城青年軍並於2016年7月取得獎學金，與此同時亦在球會的支助下入讀聖貝德學院。

## 俱樂部生涯

### 曼彻斯特城

#### 2016-18两赛季：不为人知的青训小将
2016年12月6日，曼城一線隊的主帥佩普·瓜迪奥拉把福登加進歐聯分組賽對陣塞爾提克的大名單內，但未獲派上場。2017年7月，福登被加在曼城一線隊出戰2017年國際冠軍盃的大名單內，並在對陣曼聯時獲派上場且表現出色，惜球隊最後以0–2落敗，他亦在對上皇家馬德里的比賽正選登場，並助曼城取得一場4–1的大勝。瓜迪奧拉在對上曼聯的賽後接受傳媒訪問時表示：「我很久沒看過這樣的表現了，這是另一層面的。他才17歲，自小便是曼城的球員，在青年軍受訓，他愛這球會，又是曼城的球迷，就我們而言，他就是上天給我們的禮物」。
在2017–18賽季初坐了多場板凳後，福登終在2017年11月21日對陣飛燕諾的歐聯比賽中獲派上場，於75分鐘替補亞亞·圖雷登場，使他以17歲177天年之齡成為英格蘭史上第四年輕的歐聯首次上陣球員。同年12月6日，他打破之前由约什·麦克伊克兰擁有的紀錄，以17歲192天之齡取代他成為英格蘭史上最年輕的歐聯首發球員，並助球隊以2–1擊敗頓內次克礦工，同時亦成為首位於2000年出生的歐聯首發球員。福登在英超的首次亮相為2017年12月16日對陣托定咸熱刺的比賽，他在83分鐘替補伊尔卡伊·京多安上場，該場他們以4–1的比數大勝對手。
2018年2月13日，福登打破基兰·理查德森的紀錄，以17歲283天之齡於4–0大勝巴塞爾的比賽上陣，成為英格蘭史上在歐聯淘汰賽上場的最年輕球員。同年5月13日，他成為英超冠軍獎牌的最年輕獲得者。

#### 2018-20两赛季：逐渐在一线队立稳脚跟
福登在2018年英格蘭社區盾中是曼城的先發之一，並助攻沙治奧·阿古路射入賽事的第一球，最終曼城在溫布利球場以兩球淨勝車路士取得獎牌。2018年9月25日，他在對陣牛津聯的聯賽盃第三輪比賽中獻出一傳一射，其中該球為其一線隊生涯的首個入球，助球隊以3–0大勝對手。
2019年3月12日，福登在對史浩克04的歐聯十六強第二輪比賽中射入一球，助曼城以7–0血洗對手，總比數10–2晉級八強，而7–0的比數也平了歐聯淘汰賽最大分差的紀錄。他的進球亦使其以18歲288天成為曼城，以至全英格蘭最年輕的歐聯淘汰賽得分球員。同年4月初2–0擊敗卡迪夫城的比賽中，福登首次以正選的身份在英超上亮相，同時打破丹尼爾·史杜歷治自2008年保有的紀錄，成為英格蘭史上最年輕的於英超上陣的球員。賽後曼城的主帥瓜迪奧拉表示他會在下一個十年成為球隊的重要人物。
2019年4月20日，福登在對陣熱刺的比賽中攻入其英超首個入球，助球隊以一球奠勝，使他成為繼丹尼爾·史杜歷治和米卡·李察士後曼城第三年輕在英超進球的球員。

#### 2020-22兩個赛季：成为球队主力，两夺英超冠军
在之前的几个赛季中，福登一直长期被主教练瓜迪奥拉压在替补席上，而在2020–21賽季，福登開始站穩陣腳，成為曼城的首发阵容的常客，开始展现他的天赋。在这一个赛季中，福登并没有经常出现在前腰的位置上，更多的出现在边锋的位置上，他用自己极强的控球能力来撕扯对方防线，创造进球机会。2020年9月22日，在2020-21赛季英超的第二轮比赛中（由于曼城的第一轮比赛推迟，这一场比赛成为了曼城的赛季首场联赛比赛），福登面对狼队，打入了曼城在新赛季的首个运动战进球。而就在周五的联赛杯中，福登传射建功。10月22日，在欧冠小组赛第一轮中，福登助攻新援费兰·托雷斯进球。2021年2月8日，在对阵卫冕冠军利物浦的比赛中，福登在右路用左脚爆射，打入一粒相当精彩的进球。而这场比赛，也是自2003年以来曼城首次在安菲尔德战胜红军利物浦。
2021年5月4日，2020–21賽季歐冠福登於四強賽第二回合貢獻一助攻，是幫助球隊前進歐冠決賽的功臣之一。两回合的比赛，曼城以4-1的骄人战绩，昂首首次挺进欧洲冠军联赛的决赛。但是他们在决赛中并没有发挥出先前的水平，状态也不好，最终错失了2020-21赛季的欧洲冠军奖杯。纵观整个2020-21赛季，福登在英超联赛中出场28次，打入9粒进球，送出5次助攻，帮助球队夺得英超冠军和联赛杯冠军，个人荣膺英超赛季最佳年轻球员和PFA最佳青年球员。
2021–22賽季，科頓連續第二季榮膺英超最佳年輕球員，同時帮助球队衛冕英超冠军。

#### 2022-23赛季：三冠王
2022 - 23赛季，福登在赛季前段仍然主打左边锋。但由于原先的主力左后卫若奥·坎塞洛淡出球队阵容并最终租借离队，及瓜迪奥拉改打对边锋防守要求更高的“3-2-4-1”阵型，福登在赛季后半段多出任替补右边锋，两翼主力则分别由杰克·格拉利什与伯纳多·席尔瓦担任。于2023年6月10日进行的2023年欧洲冠军联赛决赛由曼城对阵国际米兰，福登在上半场替换受伤无法继续比赛的凯文·德布劳内上场，发挥出色，并策动了最终由罗德里打入的制胜进球，帮助曼城取得了队史首次及英格兰足球历史上第二次的“三冠王”伟业。
最终福登在该赛季各项赛事共上场48次（其中英超上场32次），打入15球（其中英超入球11个）并有8个助攻（其中英超5次助攻）。

#### 2023-24赛季：賽季最佳球員
2024年2月5日，福登在客场 3-1 战胜布伦特福德的比赛中上演了个人第二个英超帽子戏法。
4月3日，福登在主场 4-1 战胜阿斯顿维拉的比赛中上演个人第三个英超帽子戏法。4月25日，福登在 4-0 战胜白禮頓的比赛中梅开二度，英超进球数突破50球。
2024年5月18日，福登被選为 2023/24 赛季最佳球员。5月19日，在赛季最后一场比赛中，曼城以 3-1 的比分战胜西汉姆，福登在比赛中打进两粒关键进球，使曼城在与阿森纳的激烈争夺中连续第四次夺得英超联赛冠军。夺冠后，福登成为截至2024年赢得六次英超联赛冠军的最年轻球员。

## 國家隊生涯

### 2017年欧洲和世界U-17锦标赛
2017年5月，福登在歐洲U-17足球錦標賽決賽中攻入一球，惜英格蘭最後因互射十二碼而負於西班牙。同年10月，在2017年國際足協U-17世界盃決賽中梅開二度，助英格蘭復仇西班牙成功後，福登獲得媒體的廣泛注意，他同時亦憑著出色的表現獲得該賽事的金球獎，以及名列在最佳陣容上。

### 2020年欧国联
2020年9月6日，在英格兰客战冰岛的欧国联比赛中，福登首发登场上演英格兰成年队首秀。同年9月，英格兰新星福登和格林伍德因为将两名女子带入酒店，而违反防疫规定，加上该事件的不良影响，两人已经被英格兰主帅索斯盖特除名，曼市双星将会缺席接下来英格兰足球代表队的4场欧洲国家联赛比赛，此外，他们的行为分别受到了各自俱乐部的谴责。2020年11月5日，福登再次獲得主帅盖雷斯·索斯盖特徵招入選英格兰足球代表队。
2020年11月18日，福登在溫布利球場對陣冰岛的欧洲国家联赛比賽中攻入了他在英格兰的第一個和第二個國際進球。

### 2024年欧洲杯
福登代表英格兰参加德国举行的2024年歐洲足球錦標賽。英格兰小组赛第三轮结束后，福登离开了英格兰的训练营返回英国，迎接第三个孩子的出生。

## 技术特点
福登是一位左腳球員，能司職翼衛或右翼，但佩普·瓜迪奧拉形容他「更像是一位中場」。在2017，瓜迪奧拉形容他是一位「特別的球員」，並表示：「說年輕球員技術很好是很危險的，畢竟他們還年輕，必須成長，也需學習很多很多事情……但我們有足夠的信心助他成長，因為我們相信他是一個有潛力的人，即使他不強壯也不高」。《衛報》的路易絲·泰勒（Louise Taylor）形容福登是一位「擁有猶如黏著劑般的控球技術，並懂得過人技巧訣竅的球員」。2018年，經驗豐富的足球作家布萊恩·格蘭維爾稱他為「有天賦和早熟的少年」，並補充道其技術和善於創造的才能在年輕球員身上是極難找到的。福登擁有不凡的速度和出色的盤帶技術，其左腳遠射能力也時常讓他在禁區外圍給與對手不少的壓力。

## 个人生活
福登和女友瑞贝卡·庫克（Rebecca Cooke）育有兩個兒子、一個女兒。大兒子在福登十八歲時，於2019年1月出生，名叫羅尼（Ronnie），大女兒楚兒(True)於2021年出生，二兒子於2024年6月27日出生。
福登非常熱衷於釣魚，他認為這是他足球以外最喜歡的活動之一。

## 生涯數據

### 俱樂部
最後更新：2024年3月4日
| 俱樂部   | 賽季     | 聯賽     | 聯賽 | 聯賽 | 英格蘭足總盃 | 英格蘭足總盃 | 英格蘭聯賽盃 | 英格蘭聯賽盃 | 歐戰 | 歐戰 | 其他 | 其他 | 總計 | 總計 |
| 俱樂部   | 賽季     | 層級     | 出賽 | 進球 | 出賽         | 進球         | 出賽         | 進球         | 出賽 | 進球 | 出賽 | 進球 | 出賽 | 進球 |
| -------- | -------- | -------- | ---- | ---- | ------------ | ------------ | ------------ | ------------ | ---- | ---- | ---- | ---- | ---- | ---- |
| 曼城     | 2016–17  | 英超     | 0    | 0    | 0            | 0            | 0            | 0            | 0    | 0    | —    | —    | 0    | 0    |
| 曼城     | 2017–18  | 英超     | 5    | 0    | 0            | 0            | 2            | 0            | 3    | 0    | —    | —    | 10   | 0    |
| 曼城     | 2018–19  | 英超     | 12   | 1    | 3            | 3            | 5            | 2            | 4    | 1    | 1    | 0    | 25   | 7    |
| 曼城     | 2019–20  | 英超     | 23   | 5    | 4            | 1            | 5            | 0            | 5    | 2    | 1    | 0    | 38   | 8    |
| 曼城     | 2020–21  | 英超     | 28   | 9    | 5            | 2            | 4            | 2            | 13   | 3    | —    | —    | 50   | 16   |
| 曼城     | 2021–22  | 英超     | 28   | 9    | 4            | 1            | 2            | 1            | 11   | 3    | 0    | 0    | 45   | 14   |
| 曼城     | 2022–23  | 英超     | 32   | 11   | 5            | 3            | 2            | 0            | 8    | 1    | 1    | 0    | 48   | 15   |
| 曼城     | 2023–24  | 英超     | 27   | 11   | 2            | 2            | 1            | 0            | 6    | 4    | 4    | 1    | 40   | 18   |
| 生涯總計 | 生涯總計 | 生涯總計 | 155  | 46   | 23           | 12           | 21           | 5            | 50   | 14   | 8    | 1    | 256  | 78   |

1. 1 2 3 4 5 6 7  於欧洲冠军联赛出賽
2. 1 2 3  於英格蘭社區盾出賽
3. ↑  于英格兰社区盾、欧洲超级杯各出赛一次，世界俱樂部杯出賽二次

### 國家隊
最後更新：2022年12月11日
| 國家隊 | 年分 | 出賽 | 進球 |
| ------ | ---- | ---- | ---- |
| 英格蘭 | 2020 | 3    | 2    |
| 英格蘭 | 2021 | 10   | 0    |
| 英格蘭 | 2022 | 9    | 1    |
| 總計   | 總計 | 22   | 3    |

### 國家隊進球列表
| # | 日期           | 場館                                                     | 對手 | 進球  | 賽果  | 賽事                       | 參考來源 |
| - | -------------- | -------------------------------------------------------- | ---- | ----- | ----- | -------------------------- | -------- |
| 1 | 2020年11月18日 | 英格兰，倫敦 · 温布利球场（Wembley Stadium）             | 冰島 | 3–0   | 4–0   | 2020–21年歐洲國家聯賽A     | [ 55 ]   |
| 2 | 2020年11月18日 | 英格兰，倫敦 · 温布利球场（Wembley Stadium）             | 冰島 | 4–0   | 4–0   | 2020–21年歐洲國家聯賽A     | [ 55 ]   |
| 3 | 2022年11月30日 | ，赖扬 · 艾哈迈德·本·阿里体育场（Ahmad bin Ali Stadium） |      | 2 – 0 | 3 – 0 | 2022年國際足協世界盃小組賽 |          |

## 榮譽

### 俱樂部
曼城
- 英格蘭足球超級聯賽冠軍：2017–18[56]、2018–19、2020–21[57]、2021–22、2022–23[58]、2023–24
- 英格蘭足總盃冠軍：2018–19、2022–23[59]
- 英格蘭足球聯賽盃冠軍：2017–18[60]、2018–19（英语：2018–19 EFL Cup）[61]、2019–20、2020–21
- 英格蘭社區盾冠軍：2018（英语：2018 FA Community Shield）[19]、2019
- 歐洲冠軍聯賽冠军：2022–23
- 歐洲超級盃冠軍：2023[62]
- 世界冠軍球會盃冠軍：2023[63]

### 國家隊
英格蘭U17
- 國際足協U-17世界盃：2017[64]
- 歐洲U-17足球錦標賽亞軍：2017（英语：2017 UEFA European Under-17 Championship）

 英格蘭
- 歐洲國家盃亞軍：2020，2024

### 個人
- 歐洲U-17足球錦標賽最佳陣容：2017[65]
- 國際足協U-17世界盃金球獎：2017[66]
- BBC年度青年體壇風雲人物（英语：BBC Young Sports Personality of the Year）：2017[67]
- 艾倫·哈達克獎：2020
- 英格兰足球超级联赛赛季最佳年轻球员：2020–21賽季、2021-22賽季[68]
- PFA年度最佳青年球員：2020–21賽季
- 英格蘭FWA足球先生：2024
- 英格蘭超級足球聯賽赛季最佳球員：2023-24

## 外部連結
- Profile（页面存档备份，存于） at the Manchester City F.C. website
- Soccerway資料庫：菲爾·福登
- 足球数据库：菲爾·福登的球员统计数据